# LaShauntea Moore
LaShauntea Moore (ur. 31 lipca 1983 w Akron  stanie Ohio) – amerykańska lekkoatletka specjalizująca się w biegach sprinterskich.
W 1999 zdobyła złoto w biegu na 200 metrów i w sztafecie szwedzkiej podczas mistrzostw świata juniorów młodszych w Bydgoszczy. Uczestniczka igrzysk olimpijskich w Atenach (2004). W 2007 była siódma na 200 metrów podczas mistrzostw świata w Osace oraz zajęła 3. miejsce w trakcie Światowego Finału IAAF.
Medalistka mistrzostw Stanów Zjednoczonych oraz mistrzostw NCAA.

## Osiągnięcia
| Rok  | Impreza                               | Miejsce   | Konkurencja        | Lokata     | Wynik   |
| ---- | ------------------------------------- | --------- | ------------------ | ---------- | ------- |
| 1999 | Mistrzostwa świata juniorów młodszych | Bydgoszcz | bieg na 100 metrów | 4. miejsce | 11,66   |
| 1999 | Mistrzostwa świata juniorów młodszych | Bydgoszcz | bieg na 200 metrów | 1. miejsce | 23,38   |
| 1999 | Mistrzostwa świata juniorów młodszych | Bydgoszcz | sztafeta szwedzka  | 1. miejsce | 2:07,71 |
| 2004 | Igrzyska olimpijskie                  | Ateny     | bieg na 200 metrów | półfinał   | 22,93   |
| 2007 | Mistrzostwa świata                    | Osaka     | bieg na 200 metrów | 7. miejsce | 22,97   |
| 2007 | Światowy Finał IAAF                   | Stuttgart | bieg na 200 metrów | 3. miejsce | 22,78   |

## Rekordy życiowe
- Bieg na 60 metrów (hala) – 7,36 (2003)
- Bieg na 100 metrów – 10,97 (2010)
- Bieg na 200 metrów – 22,40 (2013)